# Курдофобия

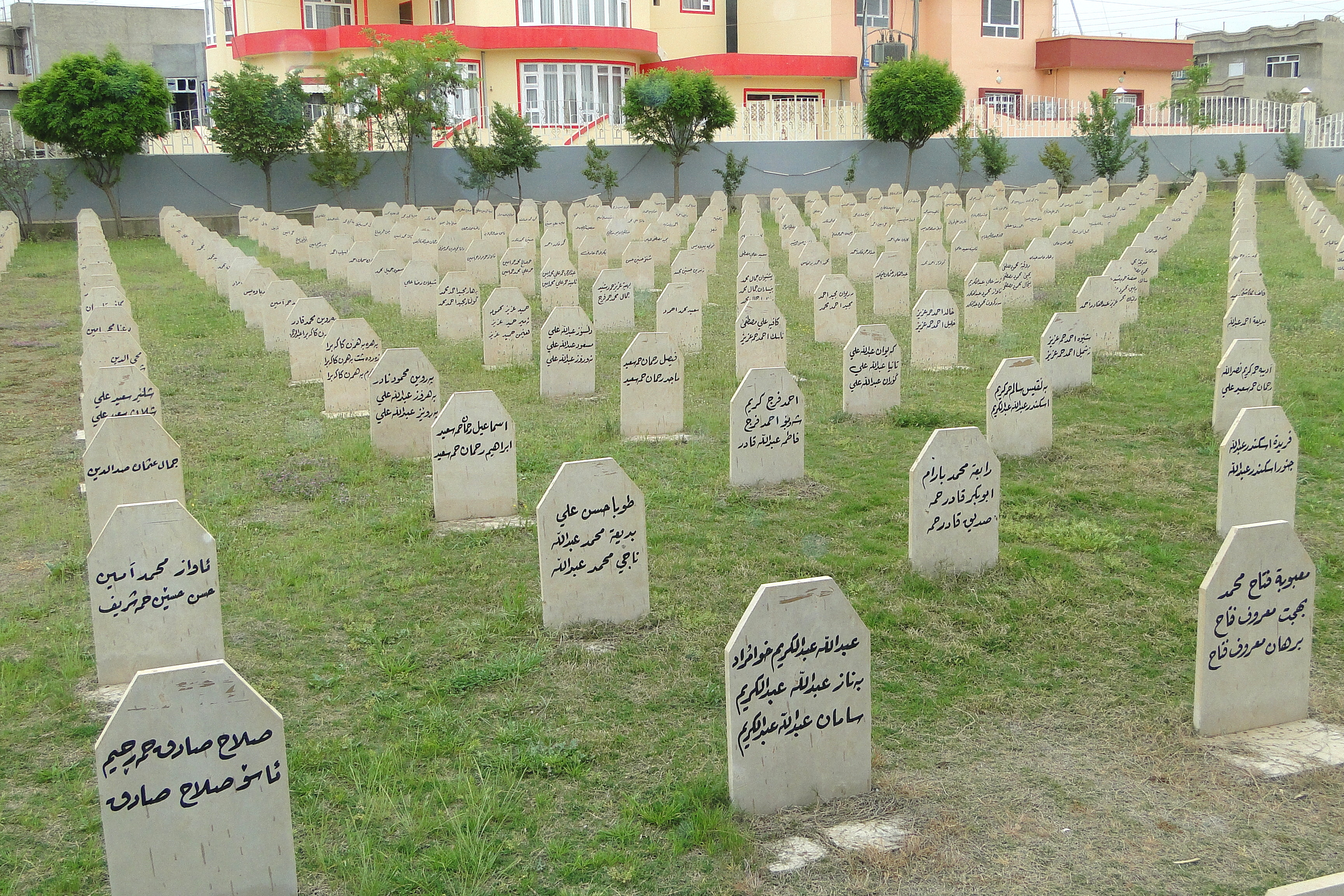
Кладбище жертв химической атаки в Халабдже, совершенной Саддамом Хусейном

Курдофобия (от курд. Kurd «курд» + греч. φόβος «страх») или антикурдизм — враждебность, страх, нетерпимость или расизм по отношению к курдам, Курдистану, курдской культуре или курдскому языку.
Человека, занимающего данные позиции, называют «курдофоб».

## Происхождение и история
Термин «антикурдизм», скорее всего, был впервые употреблен французом, который использовал его для описания антикурдских настроений в Ираке и Турции в середине или в конце двадцатого века. Многое антикурдские настроения результате опасений вокруг курдских националистических устремлений независимого Курдистана и в ответ на ультра-националистической идеологии, продвигаемой государств, которые контролируют Курдистан.
В Турции курдская идентичность была официально отвергнута государством, которое стремилось тюркизировать турецких курдов. Курдский язык и самобытность не признаются в конституции. Курдский флаг и преподавание курдского языка являются незаконными. До 2013 года буквы Q, W и X были запрещены, потому что они присутствуют в курдском, но не в турецком алфавите. Турецкое правительство узаконило расизм и платило турецким ученым за преподавание теорий, которые отрицали бы существование курдов. Примером этого является «теория курта-карт», которая утверждала, что курды были просто турками, чье имя произошло от звука «курт-карт» который издавали люди, когда они шли по снегу горного юго-востока Турции. Турецкие дипломаты были обучены Национальной секретной службой тому, что курды и курдский язык не существуют. Президент Турции Кенан Эврен также заявлял об этом во время своих предвыборных митингов. Различные турецкие националисты политические партии и группы в Турции успешно проводили кампании, используя общие антикурдские настроения турецкого народа. Турецкое государство использует «борьбу с терроризмом» для оправдания военного вторжения в курдские районы.
Антикурдские настроения усилились в арабском мире во время образования Объединенной Арабской Республики. В то время Гамаль Абдель Насер проводил политику арабизации новой республики путем подавления политического инакомыслия среди курдов в Сирии. После распада Объединенной Арабской Республики Сирия будет официально объявлена Сирийской Арабской Республикой на основе той же арабской националистической политики.
Антикурдские настроения также присутствовали в Ираке, где проживает большое курдское население. Он проявился в форме геноцида и кампании Саддама Хусейна «Анфаль» в Южном Курдистане.

## Текущая ситуация
Иракские и сирийские курды были втянуты в войну против Исламского государства Ирака и Леванта. В результате повышения осведомленности курдского народа в связи с этим конфликтом также усилился антикурдизм. В Великобритании владелец курдского магазина подвергся нападению иранца, который выступал за геноцид курдов.
В ноябре 2014 года курдский футболист Дениз Наки стал жертвой нападения в Турции. Наки, который играл за турецкий клуб, подвергся нападению турок, когда он покупал еду в Анкаре. Инцидент произошел вскоре после того, как Наки заявил, что он курд и выразил поддержку в социальных сетях курдским группам, борющимся против боевиков ИГИЛ. Несколько нападавших якобы прокляли его и назвали «грязным курдом», прежде чем избить его, поранили руку и поставили ему синяк под глазом. С тех пор Наки покинул Турцию и вернулся в Европу, где намерен продолжить свою футбольную карьеру.
23 декабря 2022 года вооружённый человек напал на курдский культурный центр в десятом округе Парижа. В результате нападения погибли три человека курдской национальности, ещё четыре получили ранения, включая нападавшего, раненного полицией при задержании.